# Boris Simon-Gontcharov
Pour les articles homonymes, voir Simon et Gontcharov.
Œuvres principales
Les Chiffonniers d'Emmaüs
Boris Simon-Gontcharov, né le 8 janvier 1913  à Malzéville, en Lorraine et mort à Saint-Cloud le 14 avril 1972, était un peintre, un écrivain et un traducteur français.

## Famille
Sa famille est française par son père, Pol Simon, chef de travaux de mathématiques à Nancy, passionné d'art et de littérature, et russe par sa mère, Elisabeth Gontcharov, (l'écrivain Ivan Gontcharov était son arrière-grand-oncle). En raison de la Première Guerre mondiale, de la Révolution russe et de ses conséquences, Boris et son frère aîné Sacha sont restés chez leur grand-mère maternelle russe, de 1914 à 1921,. 
Les trois frères de Boris ont également eu des activités littéraires ou artistiques. L'aîné, Sacha Simon (1908-1988), a été grand reporter et écrivain. Louis Simon (1911-1988), également auteur de romans scouts, a écrit des chansons connues, mises en musique par César Geoffray. Le cadet, Romain Simon (1916-2007) a été un très grand illustrateur animalier pour la jeunesse. 

## Biographie
En khagne, à Nancy, Boris s'est lié d'amitié avec l'écrivain Henri Thomas qu'il a connu au lycée Poincaré de Nancy et tous deux ont entretenu une longue correspondance jusqu'en 1943. Boris Simon-Gontcharov fut l'auteur de romans scouts pour la jeunesse.
« Il n’était pas de ceux qui voulant sauver leur vie, la perdent. J’imagine que nous aurons un jour rendez-vous sur les hautes prairies de la montagne ». Henri Thomas 
Son œuvre la plus connue est un témoignage sur le Mouvement Emmaüs fondé par l'Abbé Pierre. Son récit écrit depuis 1952, Les Chiffonniers d'Emmaüs, publié en 1954, fut dès sa parution adaptée au cinéma, et projetée en 1955.
Il organise et participe à de nombreuses expositions à Paris, Besançon, mais aussi Belgrade ou Philadelphie. Il est notamment un fidèle du salon des Annonciades de Pontarlier.
Boris Simon est également connu comme traducteur de l'allemand, en particulier pour des œuvres de Thomas Bernhard. 

## Œuvres
- Un duel, fantaisie burlesque en 1 acte (1941)
- La Fleur d'éternelle félicité, féerie dramatique en 5 actes (1944)
- Les Semeurs de sel, jeu burlesque (1945)
- Dans le vent du plateau (1946)
- L'Etoile des mages a disparu (1946)
- Noël du complot diabolique, mystère en trois actes (1946)
- Le Maître lorrain Victor Prouvé (1947)
- La Combe aux loutres, éd. Dumas, coll. Jeunes de France, illustrations de Robert Gaulier (1950)
- Passage de l'homme-chat, ed. Alsatia, collection Signe de Piste, SDP 52 (1952)
- Les Chiffonniers d'Emmaüs (1954), adaptée au cinéma en 1955
- Le Poids des autres (suite des Chiffonniers d'Emmaüs) (1955)
- Les Anges fous, roman, (1958)
- Le Cavalier bleu, Collection Jamboree n°44 (1959)